# Rejon lubański
Rejon lubański (biał. Любаньскі раён) – rejon w centralnej Białorusi, w obwodzie mińskim.

## Położenie i granice
Graniczy z mohylewskim rejonem hłuskim, wchodzącymi w skład obwodu mińskiego rejonami: soligorskim, starodoroskim i słuckim, a także znajdującymi się w obwodzie homelskim rejonami: oktiabrskim, petrykowskim i żytkowickim.

## Geografia
Ukształtowanie powierzchni rejonu równinne. Część północna znajduje się w obrębie Równiny Centralnoberezyńskiej, południowa zaś – Polesia Prypeckiego. Wysokość terenu nie przekracza na ogół 150 m n.p.m. Maksymalną wysokość teren osiąga na północ od wioski Juszkawiczy (190 m n.p.m.)
Sieć rzeczna rejonu lubańskiego należy do zlewiska Dniepru. W części centralnej rejonu płynie rzeka Oressa, będąca lewym dopływem Prypeci. Na terytorium rejonu znajduje się jezioro Wieczora. W górnym biegu Oressy stworzono Zbiornik Lubański, w celu osuszania terenów Polesia.

## Klimat i roślinność
Klimat umiarkowanie kontynentalny. Średnia temperatura stycznia wynosi –6,3 °C, lipca – 18,2 °C. Średnia roczna suma opadów – 597 mm. Okres wegetacyjny trwa 194 dni. 33% terytorium rejonu zajmują lasy (świerk, brzoza, olsza czarna i in.). Duże masywy leśne znajdują się zwłaszcza w południowej części rejonu.

## Gospodarka i infrastruktura
W rolnictwie rejonu dominuje hodowla bydła mlecznego i mięsnego, hodowla świń, uprawa ziemniaków. Obecna jest uprawa zbóż i roślin pastewnych, lnu, buraków. Funkcjonują przedsiębiorstwa wytwarzające materiały budowlane, przemysłu leśnego, lekkiego i żywności.
Na terytorium rejonu znajdują się lecznicze błota, pokłady torfu, kredy, gliny, żwiru, soli potasowych. Przez terytorium rejonu wiedzie trasa kolejowa Baranowicze-Osipowicze. Rejon pokryty jest siecią dróg łączących Lubań z Soligorskiem, Słuckiem, Hłuskiem i innymi.